# Martina Stella
Martina Stella (Firenze, 28 novembre 1984) è un'attrice e modella italiana.

## Biografia
Nata a Firenze nel 1984, è figlia di un impiegato al casello della società Autostrade, e di Bianca, una ballerina sia di danza classica sia di danza moderna. I genitori si separarono quando aveva 15 anni. Nel 1998-99 frequenta il corso di recitazione della Scuola di Cinema Immagina di Firenze, diretta dal regista Giuseppe Ferlito. A febbraio del 2001, a soli 16 anni, debutta con successo di pubblico e critica ne L'ultimo bacio, regia di Gabriele Muccino. Seguono altri lavori per il grande schermo: Nemmeno in un sogno, regia di Gianluca Greco e Un amore perfetto. All’età di 17 anni si trasferisce a Roma.
Nella stagione 2002-03 debutta a teatro, interpretando il ruolo di Clementina nel musical diretto da Pietro Garinei, Aggiungi un posto a tavola, con Giulio Scarpati. Ritorna a lavorare a teatro nel 2006 in Romeo e Giulietta, ma si ritira dopo poche repliche. Successivamente recita soprattutto in varie fiction tv: Augusto - Il primo imperatore, Le stagioni del cuore, L'amore e la guerra, con Daniele Liotti, e La freccia nera, con Riccardo Scamarcio. Dopo aver girato la miniserie tv di Raiuno Le ragazze di San Frediano, interpreta il film tv di Canale5 Piper, diretto da Carlo Vanzina.
Ritorna a lavorare per il cinema con i film K. Il bandito (2007), regia di Martin Donovan, Il mattino ha l'oro in bocca, regia di Francesco Patierno. A giugno del 2009 posa a seno nudo per la rivista Playboy e l'anno successivo su Max. Dal 20 gennaio 2010, per quattro puntate, affianca Francesco Facchinetti ne Il più grande (italiano di tutti i tempi) in onda su Rai 2. Nell'estate 2011, recita nella miniserie TV Angeli e diamanti in onda su Canale 5. Nell'autunno 2011 debutta nella serie televisiva Tutti pazzi per amore 3, interpretando Elisa, cugina di Monica (Carlotta Natoli) e fidanzata di Giampaolo (Ricky Memphis). Ha inoltre recitato nella miniserie TV di Rai 1 Tiberio Mitri - Il campione e la miss, affiancata da Luca Argentero.
Nel 2012 prende parte alla miniserie TV Caruso, la voce dell'amore, dove interpreta Rina Giachetti. Nel 2014 è tra i protagonisti del film Sapore di te, per la regia di Carlo Vanzina, e ha vinto a Toronto un premio all'Italian Contemporary Film Festival per la sceneggiatura del film OOBI. Nel 2015 è nel cast del film Rosso Mille Miglia, diretto da Claudio Uberti, e prende parte, nel ruolo di giudice, al talent show Chance su Agon Channel.
Nel 2016 prende parte a diverse produzioni: al cinema è tra i protagonisti dei film Prima di lunedì, diretto da Massimo Cappelli, e Attesa e cambiamenti, per la regia di Sergio Colabona, mentre in televisione è nel cast delle fiction Matrimoni e altre follie, in onda su Canale5, e L'allieva, trasmesso da Rai 1. Nel febbraio 2017 torna in televisione nel ruolo di Elena nella fiction Amore pensaci tu, in onda in prima serata su Canale 5, e contemporaneamente prende parte come concorrente alla dodicesima edizione del programma televisivo Ballando con le stelle, condotto da Milly Carlucci su Rai 1, dove si classifica al terzo posto. Nel giugno 2024 viene pubblicato il video del singolo Rossetto e caffè di Sal Da Vinci, nel quale Martina Stella compare.

## Vita privata
Ha avuto relazioni con Valentino Rossi, Lapo Elkann e Primo Reggiani. Dal 2011 al 2014 ha avuto una relazione con Gabriele Gregorini, con il quale ha avuto una figlia.
Nel febbraio 2015 rende pubblica la relazione con il procuratore calcistico Andrea Manfredonia, con cui si sposa il 3 settembre 2016 e con il quale ha un figlio. I due successivamente si sono separati.

## Filmografia

### Cinema
- L'ultimo bacio, regia di Gabriele Muccino (2001)
- Un amore perfetto, regia di Valerio Andrei (2002)
- Amnèsia, regia di Gabriele Salvatores (2002)
- Nemmeno in un sogno, regia di Gianluca Greco (2002)
- Ocean's Twelve, regia di Steven Soderbergh (2004) - cameo
- Ripopolare la reggia (Peopling The Palaces At Venaria Reale), regia di Peter Greenaway (2007)
- K. Il bandito, regia di Martin Donovan (2007)
- Il mattino ha l'oro in bocca, regia di Francesco Patierno (2008)
- Il seme della discordia, regia di Pappi Corsicato (2008)
- Un'estate ai Caraibi, regia di Carlo Vanzina (2009)
- Nine, regia di Rob Marshall (2009)
- Ti presento un amico, regia di Carlo Vanzina (2010)
- Sapore di te, regia di Carlo Vanzina (2014)
- Rosso Mille Miglia, regia di Claudio Uberti (2015)
- Prima di lunedì, regia di Massimo Cappelli (2016)
- Attesa e cambiamenti, regia di Sergio Colabona (2016)
- Prigioniero della mia libertà, regia di Rosario Errico (2016)
- Natale a 5 stelle, regia di Marco Risi (2018)
- Lockdown all'italiana, regia di Enrico Vanzina (2020)
- Bang Bank, regia di I Ditelo voi (2023)

### Televisione
- Augusto - Il primo imperatore, regia di Roger Young – miniserie TV (2003)
- Le stagioni del cuore – serie TV (2004)
- La freccia nera, regia di Fabrizio Costa – miniserie TV (2006)
- Le ragazze di San Frediano, regia di Vittorio Sindoni – miniserie TV (2007)
- Piper, regia di Carlo Vanzina – film TV (2007)
- L'amore e la guerra, regia di Giacomo Campiotti – miniserie TV (2007)
- Donne assassine – serie TV, episodio Patrizia (2008)
- Angeli e diamanti, regia di Raffaele Mertes – miniserie TV (2011)
- Tiberio Mitri - Il campione e la miss, regia di Angelo Longoni – miniserie TV (2011)
- Tutti pazzi per amore – serie TV (2011)
- Caruso, la voce dell'amore, regia di Stefano Reali – miniserie TV (2012)
- Matrimoni e altre follie – serie TV (2016)
- L'allieva – serie TV (2016)
- Amore pensaci tu – serie TV (2017)
- La lunga notte - La caduta del Duce, regia di Giacomo Campiotti – serie TV (2024)

### Cortometraggi
- 2 novembre, regia di Leonardo Godano e Simone Godano (2002)
- Ballerina, regia di Rosario Errico (2007)

### Videoclip
- L'ultimo bacio di Carmen Consoli, regia di Davide Marengo (2001)
- Imparando (a stare senza di te) di Daniel Vuletic, regia di Matteo Pellegrini (2002)
- Eternal Woman dei dEUS, regia di Tom Barman (2008)
- Casting dei Mambassa, regia di Lucio Pellegrini (2010)
- Rossetto e caffè di Sal Da Vinci, regia di Giuseppe Marco Albano (2024)

## Teatro
- Cantando sotto la pioggia, regia Luciano Cannito ruolo Lina Lamont (2025/2026)
- Aggiungi un posto a tavola, di Garinei e Giovannini, regia di Pietro Garinei (2002)
- Romeo e Giulietta, di William Shakespeare, regia di Maurizio Panici (2006)

## Programmi televisivi
- Concerto del Primo Maggio (Rai 3, 2002) Co-conduttrice
- Galà della pubblicità (Italia 1, 2006) Conduttrice
- Il più grande (italiano di tutti i tempi) (Rai 2, 2010) Conduttrice
- Chance (Agon Channel, 2015) Giurata
- Ballando con le stelle 12 (Rai 1, 2017) Concorrente
- Illuminate: Nilla Pizzi (Rai 3, 2024)

## Doppiaggio
- Abba in Asterix e i vichinghi (2006)